# Вяжля (Саратовская область)
Вяжля — село в Аткарском районе Саратовской области России. Входит в состав Кочетовского муниципального образования.

## История
Согласно «Списку населённых мест Аткарского уезда» издания 1914 года (по сведениям за 1911 год) в деревне Вяжля, расположенной на вненадельной земле Галаховской волости, имелось 98 хозяйств и проживало 608 человек (301 мужчина и 307 женщин). Функционировала министерская школа. В национальном составе населения преобладали великороссы, выходцы из Кирсановского уезда Тамбовской губернии.

## География
Село находится в юго-западной части района, в пределах Приволжской возвышенности, на берегах реки Веселовка, на расстоянии примерно 33 километров (по прямой) к западу-юго-западу (WSW) от города Аткарск. Абсолютная высота — 174 метра над уровнем моря.
Часовой пояс
Село Вяжля, как и вся Саратовская область, находится в часовой зоне МСК+1. Смещение применяемого времени относительно UTC составляет +4:00.

## Население
| 2002 | 2010 |
| ---- | ---- |
| 435  | ↘397 |

Гендерный состав
По данным Всероссийской переписи населения 2010 года в гендерной структуре населения мужчины составляли 50,9 %, женщины — соответственно 49,1 %.
Национальный состав
Согласно результатам переписи 2002 года, в национальной структуре населения русские составляли 52 % из 435 чел.

## Инфраструктура
В селе функционируют основная общеобразовательная школа, фельдшерско-акушерский пункт, библиотека и отделение Почты России.

## Улицы
Уличная сеть села состоит из шести улиц.